# Diecezja Brentwood
Diecezja Brentwood (łac. Diœcesis Brentvoodensis) – diecezja Kościoła rzymskokatolickiego w południowo-wschodniej Anglii, w metropolii westminsterskiej. Obejmuje wschodnie dzielnice Londynu oraz hrabstwo Essex. Powstała 20 lipca 1917 roku w wyniku wyłączenia części terytorium archidiecezji westminsterskiej. Siedzibą biskupów jest Brentwood.

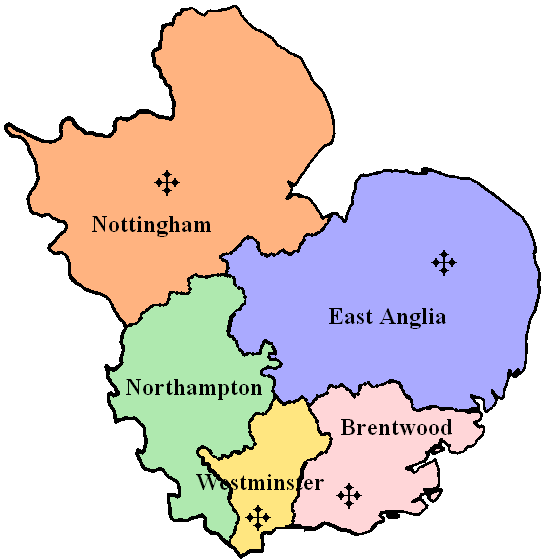
Diecezja na mapie metropolii westminsterskiej (zaznaczona na różowo)

## Główne świątynie
- Katedra: Katedra św. Marii i św. Heleny w Brentwood

## Biskupi diecezjalni
- Bernard Ward (1917–1920)
- Arthur Doubleday (1920–1951)
- George Beck AA (1951–1955)
- Bernard Wall (1955–1969)
- Patrick Casey (1969–1979)
- Thomas McMahon (1980–2014)
- Alan Williams SM (od 2014)